# Художня галерея Південної Австралії
Художня галерея Південної Австралії ( англ. Art Gallery of South Australia) — художня галерея у місті Аделаїда, що розташована у штаті Південна Австралія.

## Заснування і споруди

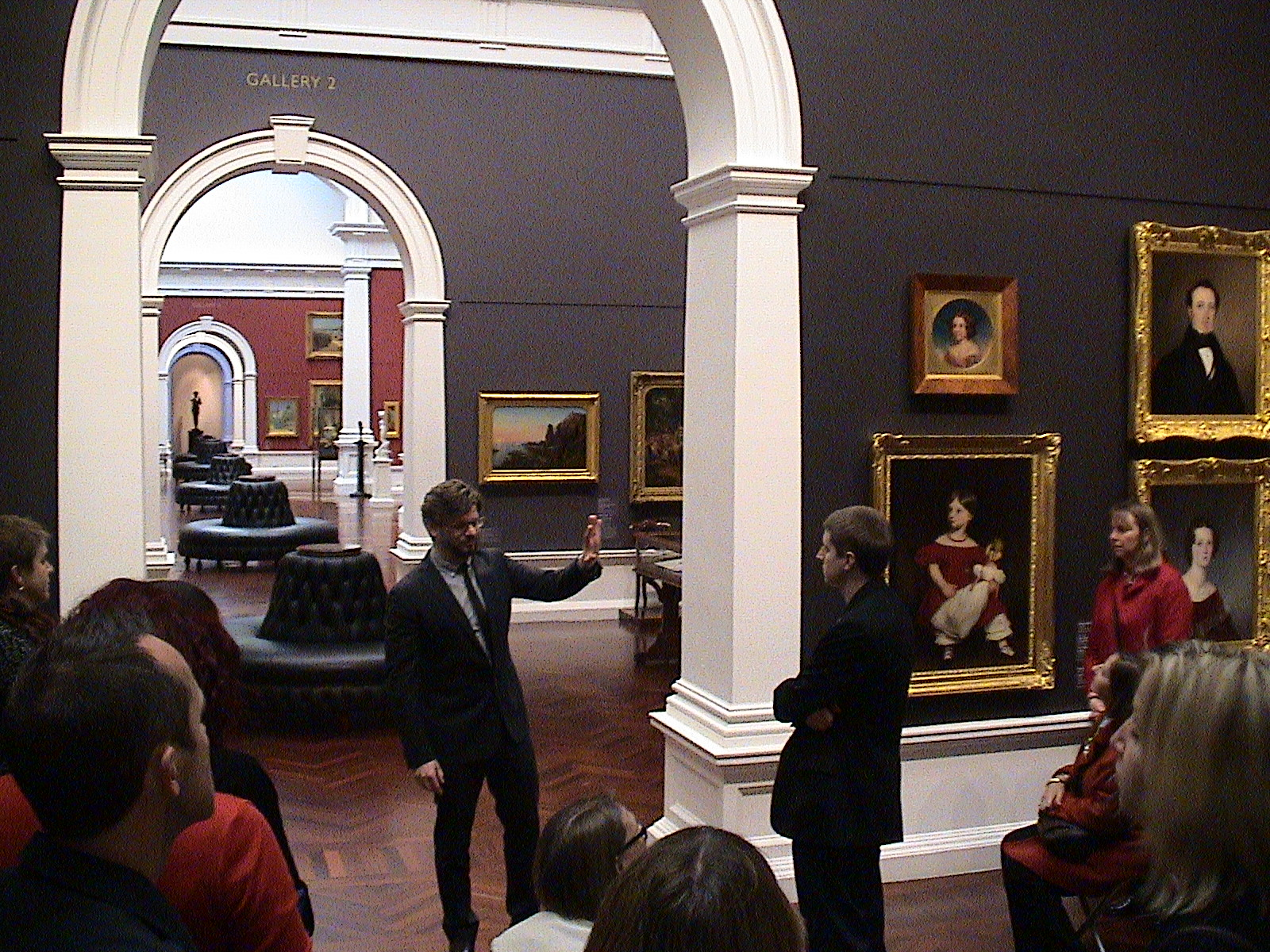
Зали Художньої галереї під час чергової конференції у 2012 р.

Музейна збірка заснована 1881 року. Перші два зали були відкриті у приміщенні Публічної бібліотеки, а музейна збірка ще не мала сучасної назви. Відома зараз назва була отримана закладом з різноманітними на той час колекціями у 1967 році.
Окрема споруда для музейних збірок була створена 1900 року. Постійне зростання колекцій примусило робити добудови. Нові крила музею прибудували у 1936 та у 1962 роках. Новий цикл ремонтних і збільшуючих робіт закінчився 1996 року, що лише доповнював споруду ще вікторіанської доби.

## Загальна характеристика музейних збірок

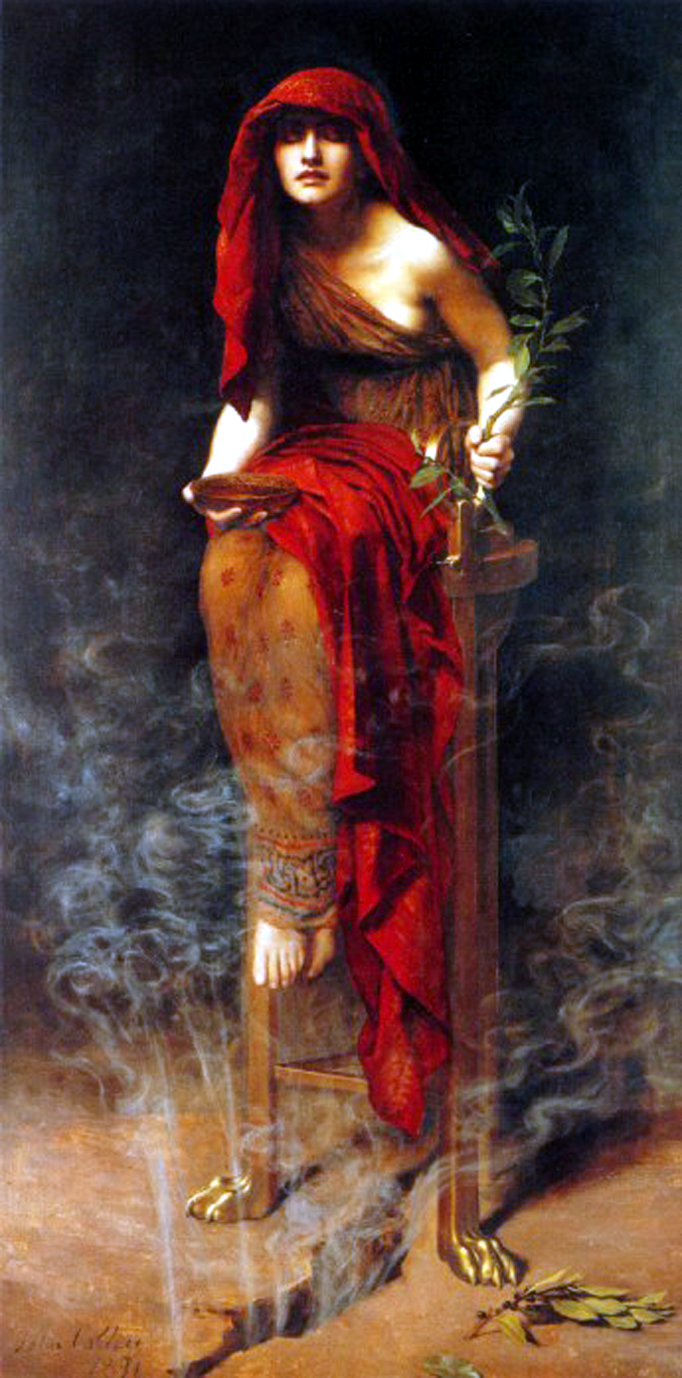
Джон Кольєр. «Піфія у Олімпії», 1891 р.

За походженням музейні збірки умовно поділяють на твори з країн Західної Європи, країн Азії, Америки, твори корінних народів Австралії та твори колоніального періоду.
Музейні збірки мають несистемний характер, хоча охоплюють у західноєвропейському відділку період від XV до XX ст. Одні періоди репрезентовані недостатньо, тоді як інші мають цікавий характер і достатню повноту.  Англійську колекцію характеризують твори більшості уславлених британських портретистів, копіями чи оригіналами. Серед них — послідовник Ганса Гольбейна молодшого ( «Портрет британського короля Генріха  VIII»), Роберт Пік старший («Леді Френсіс Рейнал»), Антоніс ван Дейк (« Подружжя невідомих»), Пітер Лелі,  Вільям Хогарт, «Портрет Вільяма Фіцгерберта», Джордж Ромні («Капітан Роберт Еберкромбі»), Томас Гейнсборо тощо.
XIX століття британського мистецтва представляють твори декількох художників-прерафаелітів ( малюнки і картини).

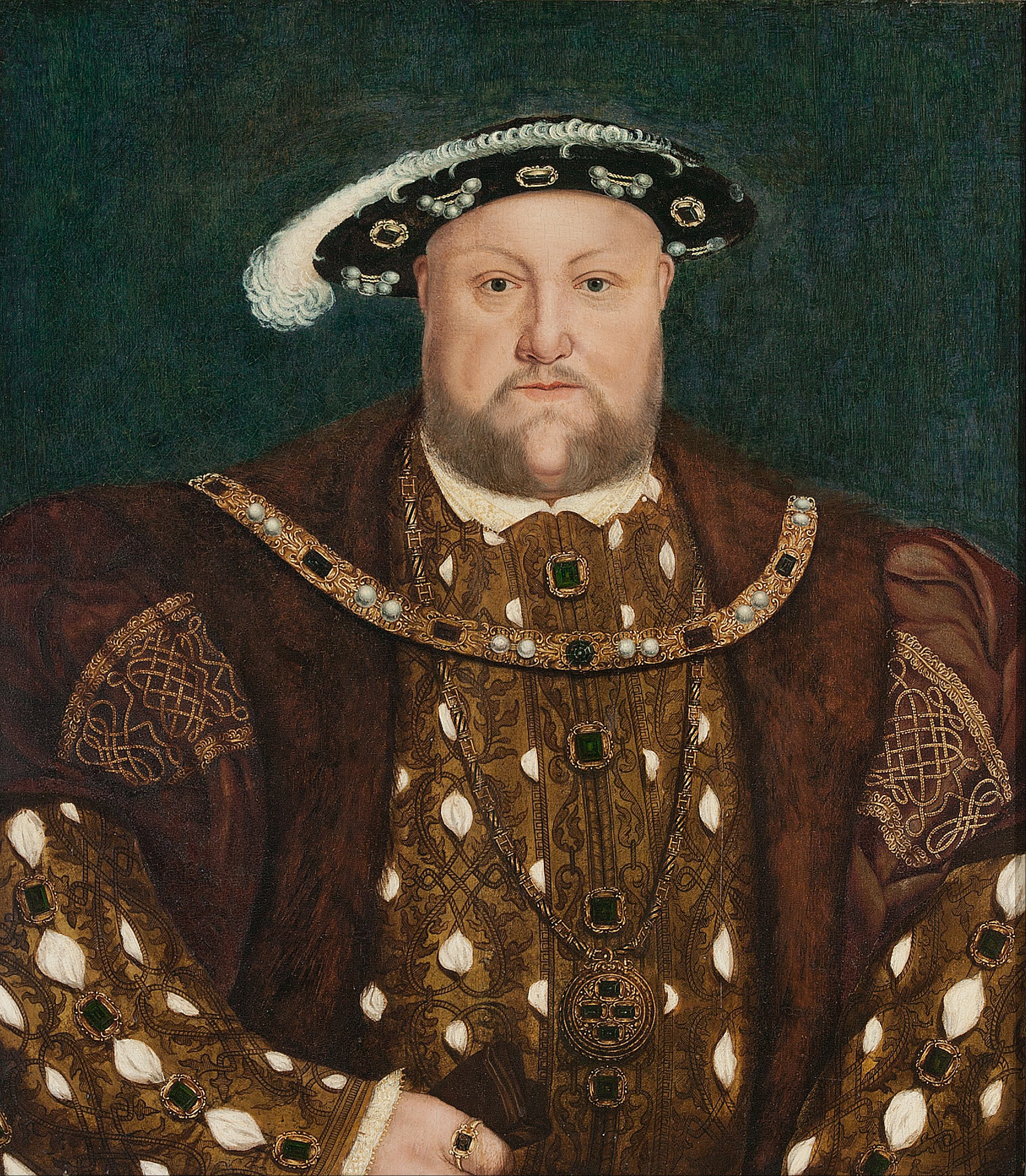
Послідовник Ганса Гольбейна молодшого  «Портрет британського короля Генріха  VIII», 1540-ві рр.
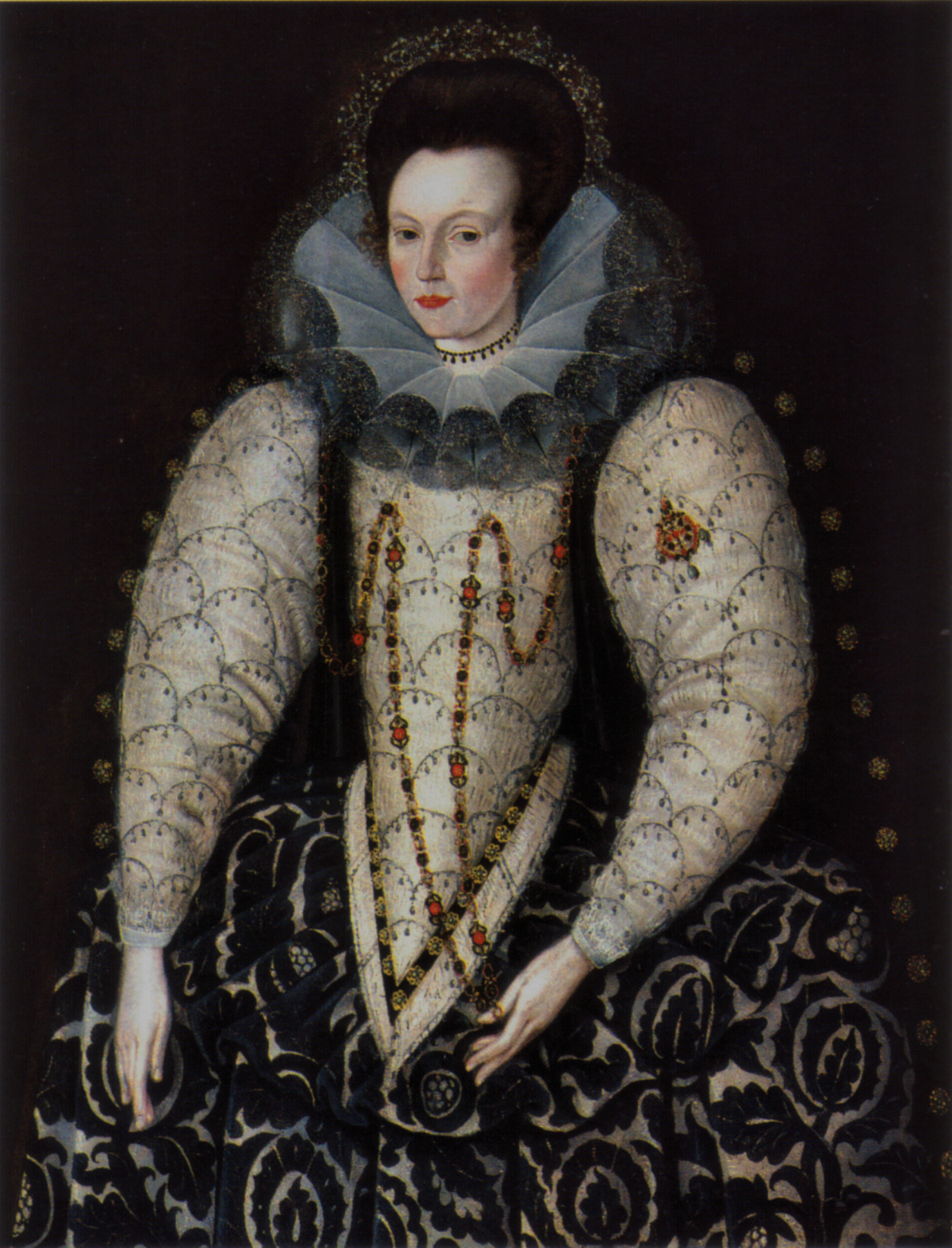
«Леді Френсіс Рейнал», 1595 р.
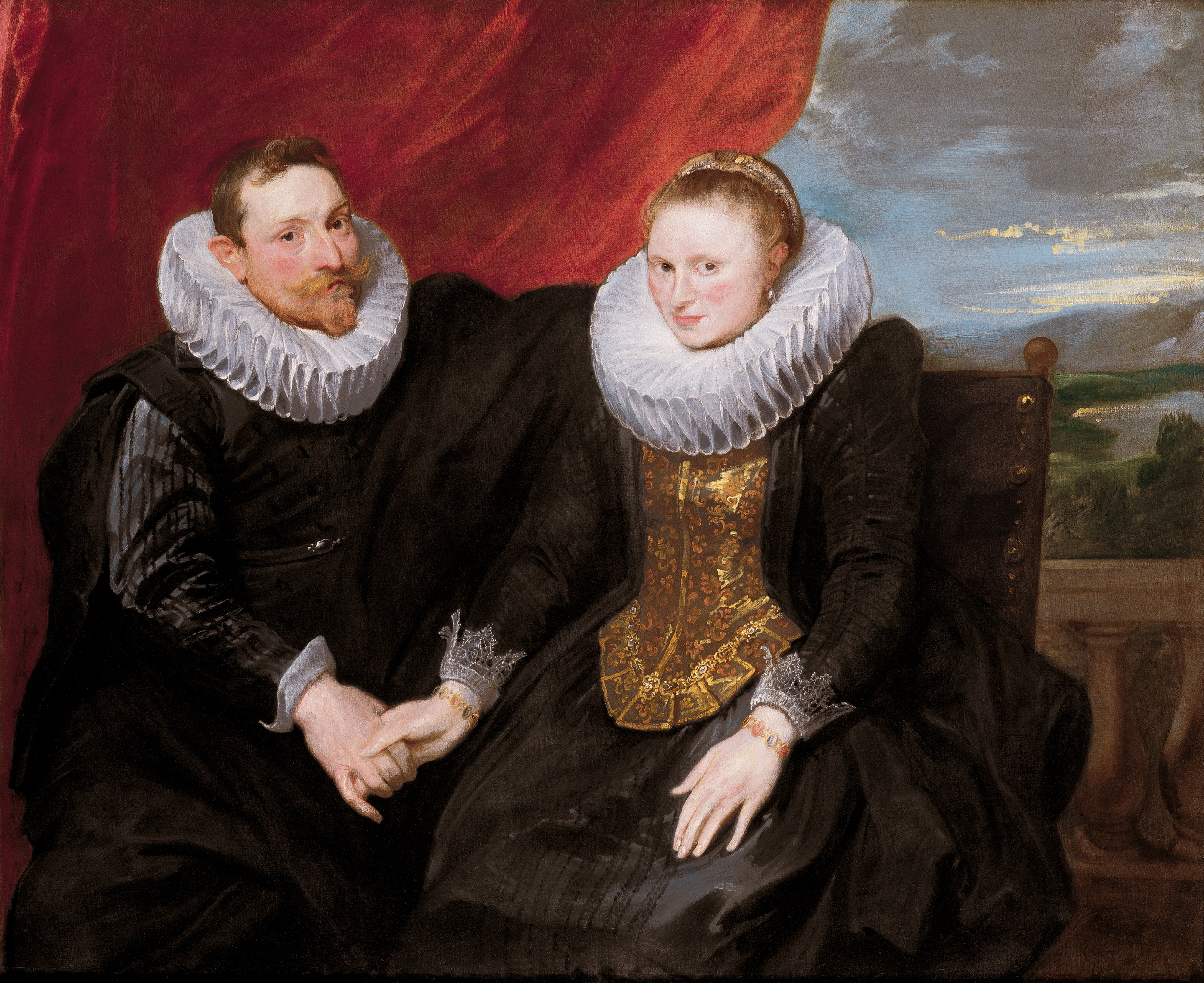
Антоніс ван Дейк, «Подружжя невідомих», бл. 1620 р.
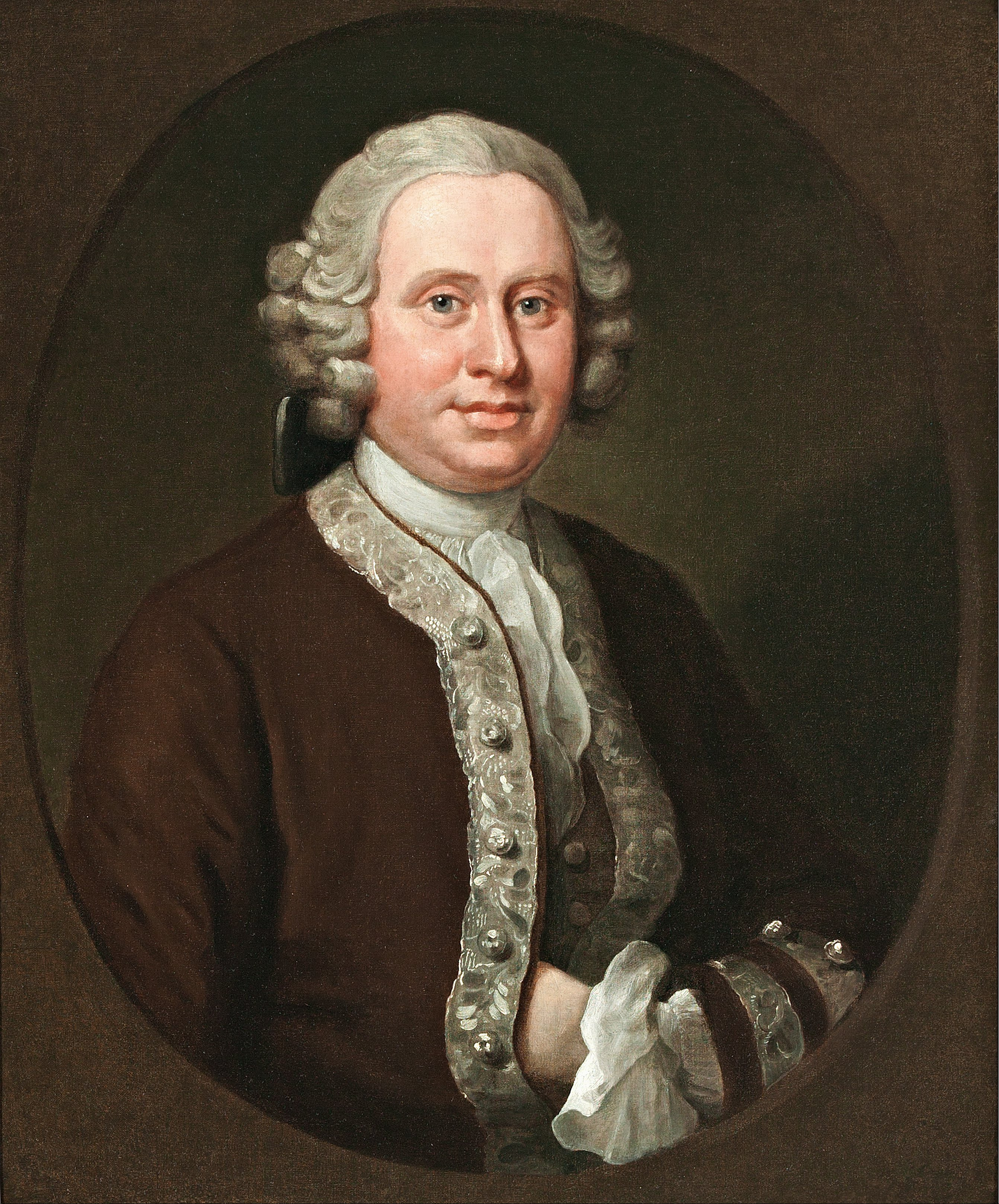
Вільям Хогарт, «Портрет Вільяма Фіцгерберта», кінець 1740-х рр.
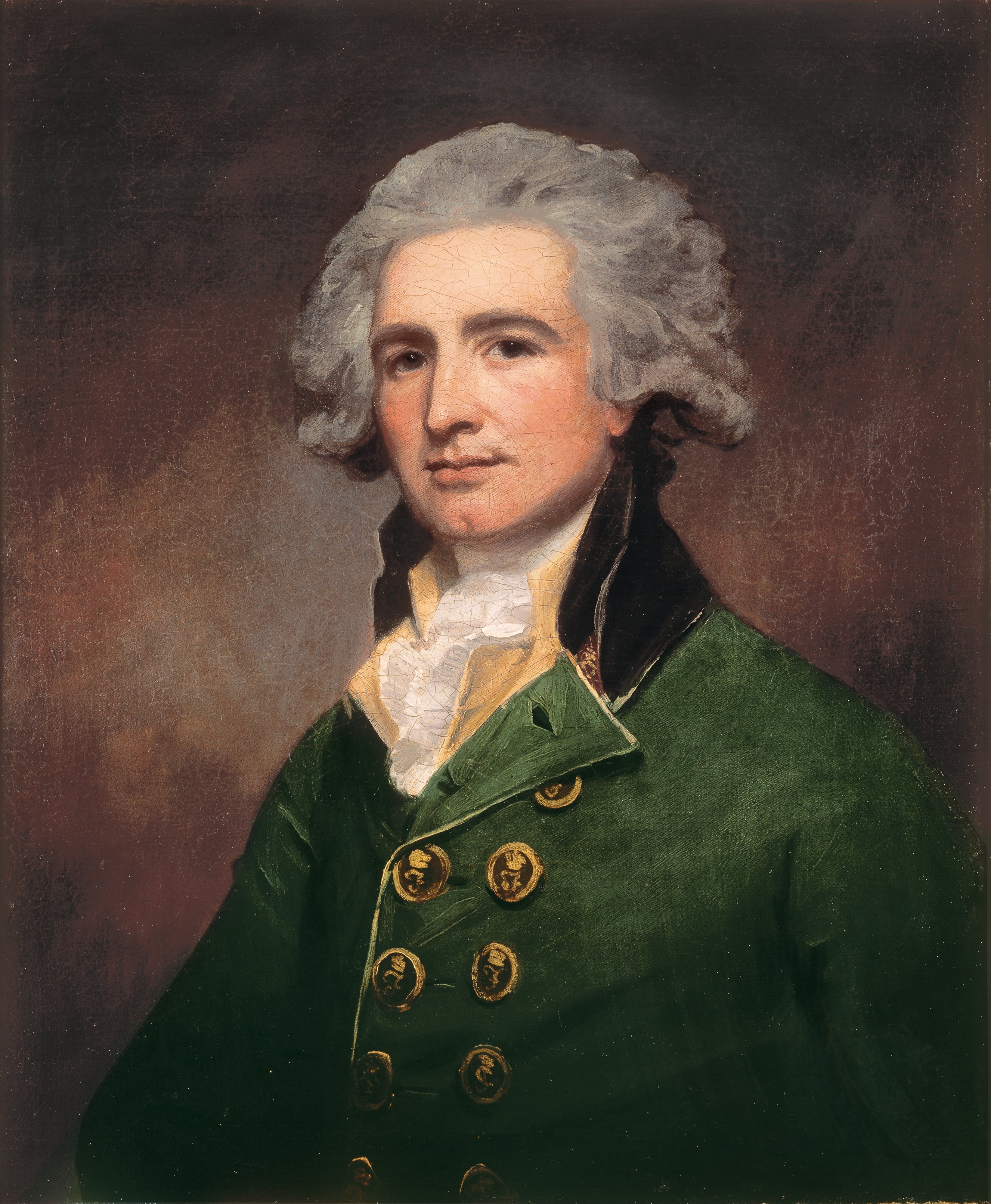
Джордж Ромні, «Капітан Роберт Еберкромбі», 1788 р.
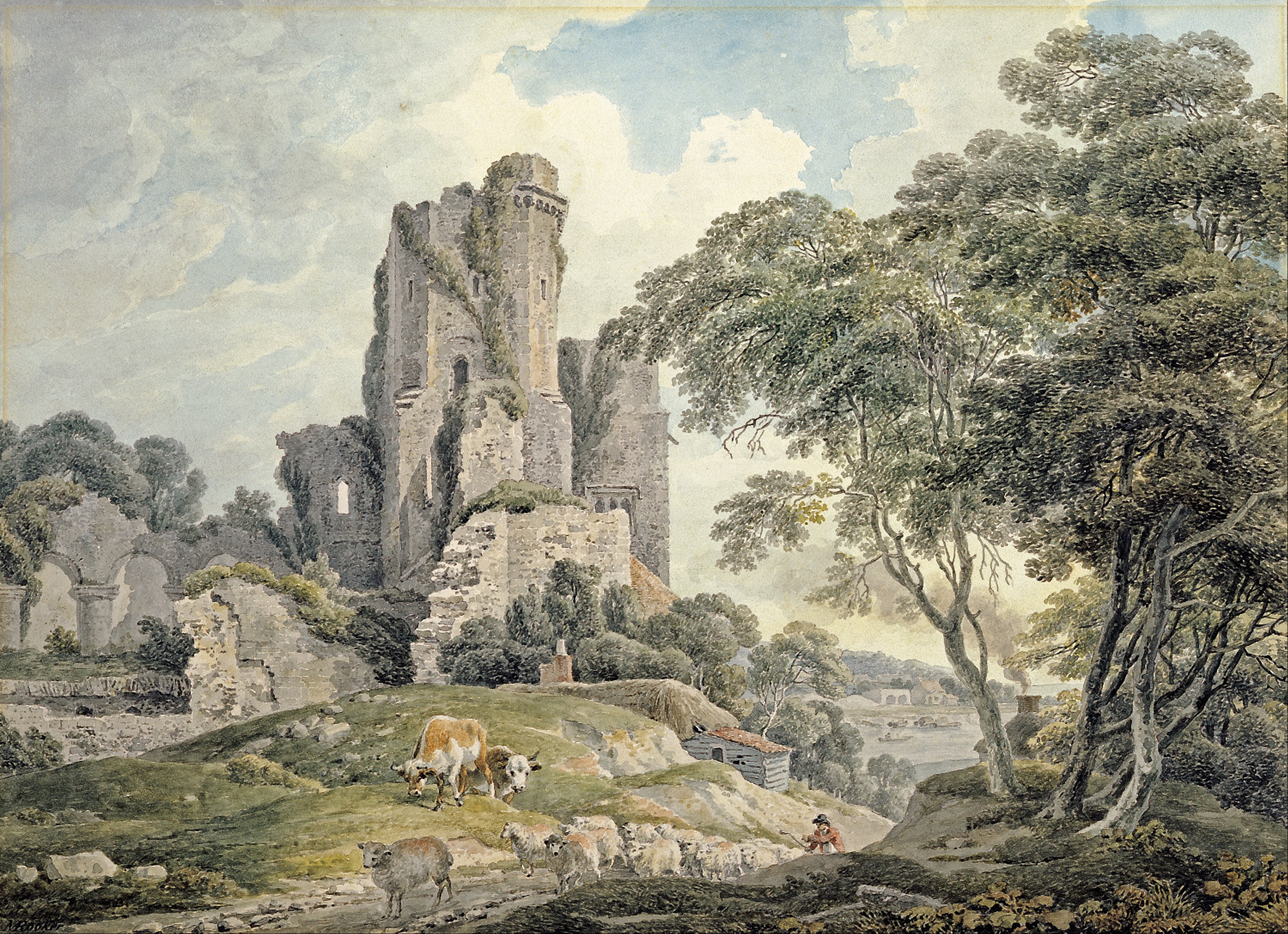
Майкл Анжело Рукер, «Краєвид з поруйнованим замком», бл.  1798 р.
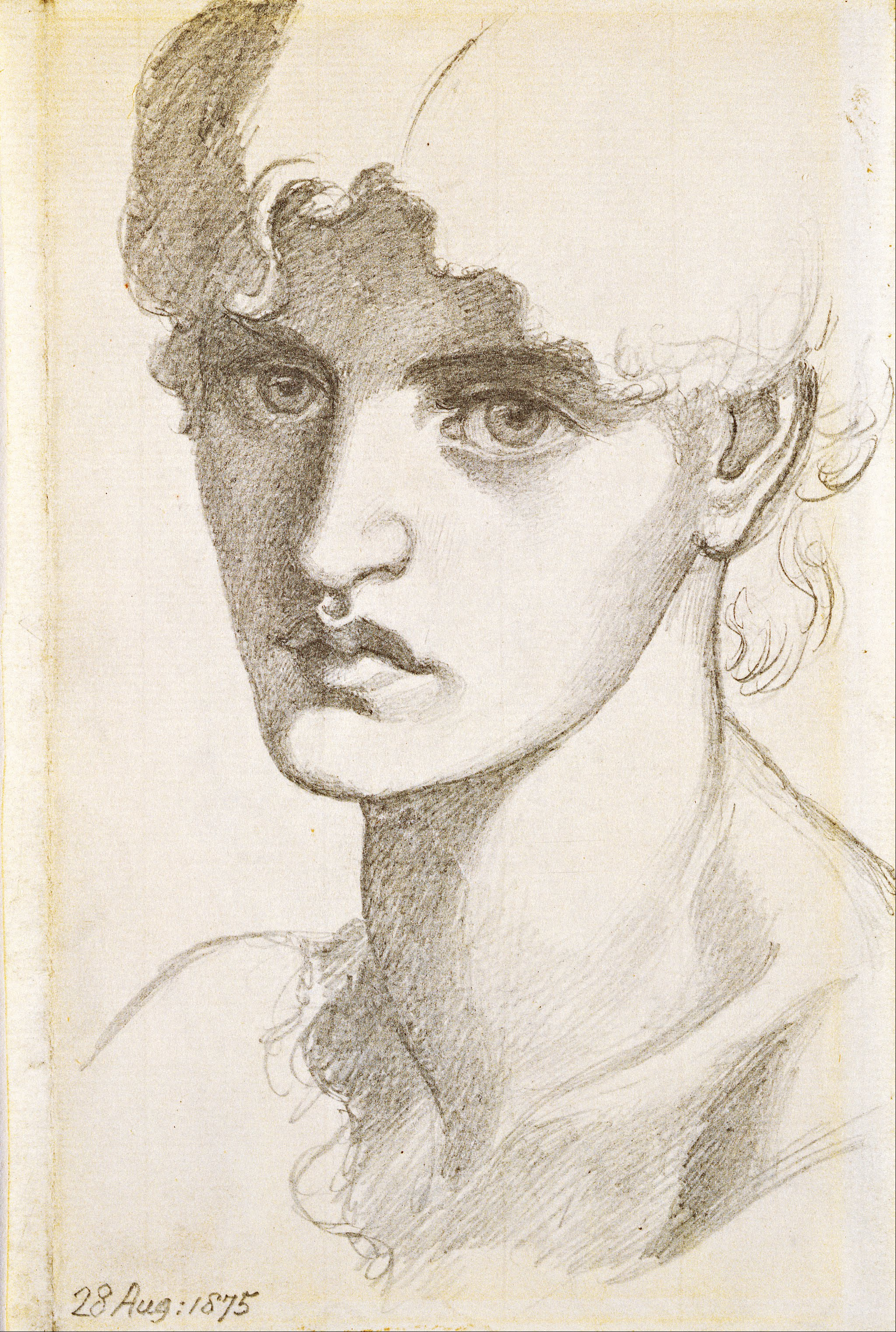
Данте Росетті, «Джейн Морріс», малюнок 1875 р.
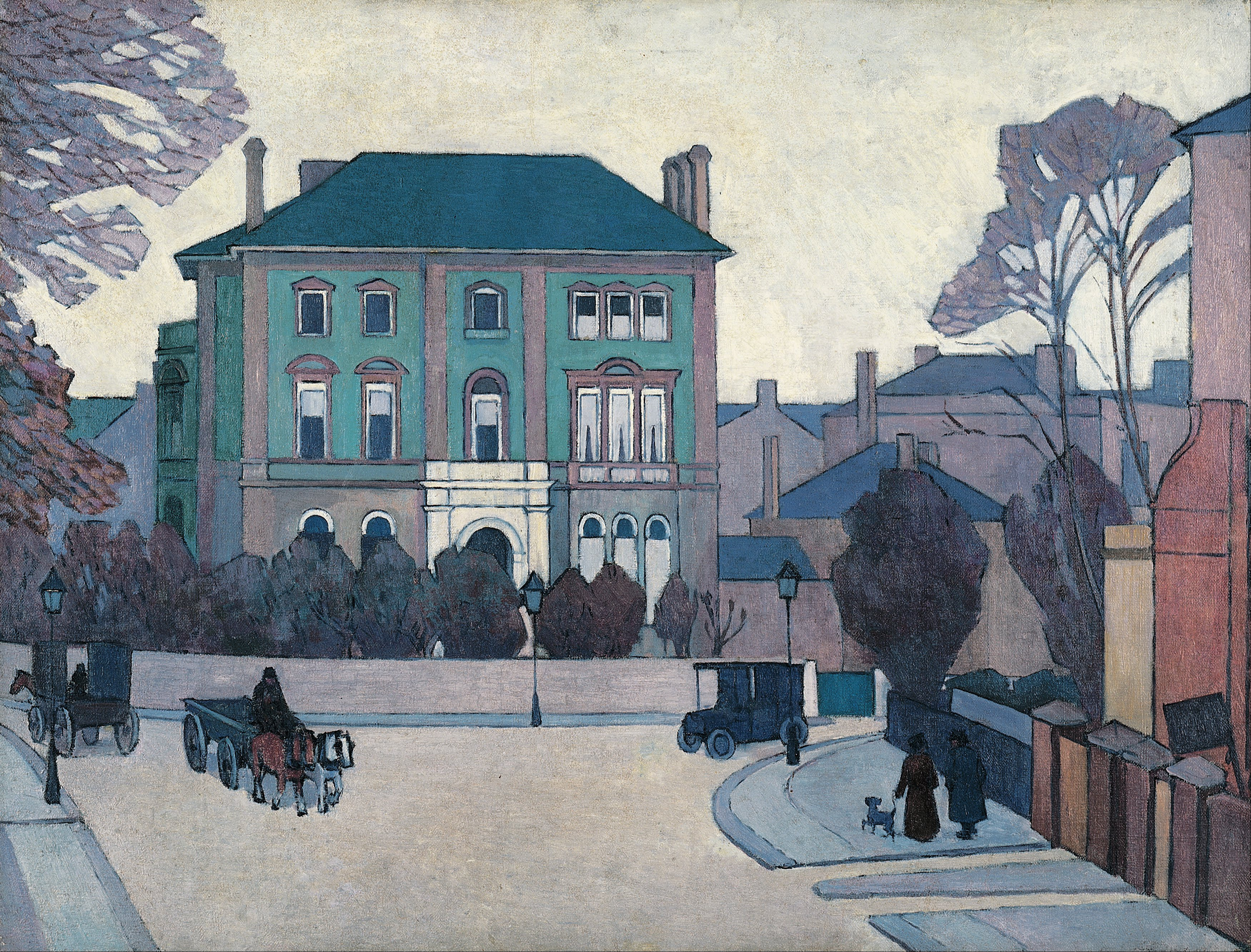
Роберт Беван, «Зелений будинок, Сен Джонс Вуд», бл. 1919 р.

## Мистецтво австралійських художників
Досить цікавим розділом художньої галереї є збірка творів австралійських художників, що розробяли мсцеву тематику, мало відому європейському загалу.

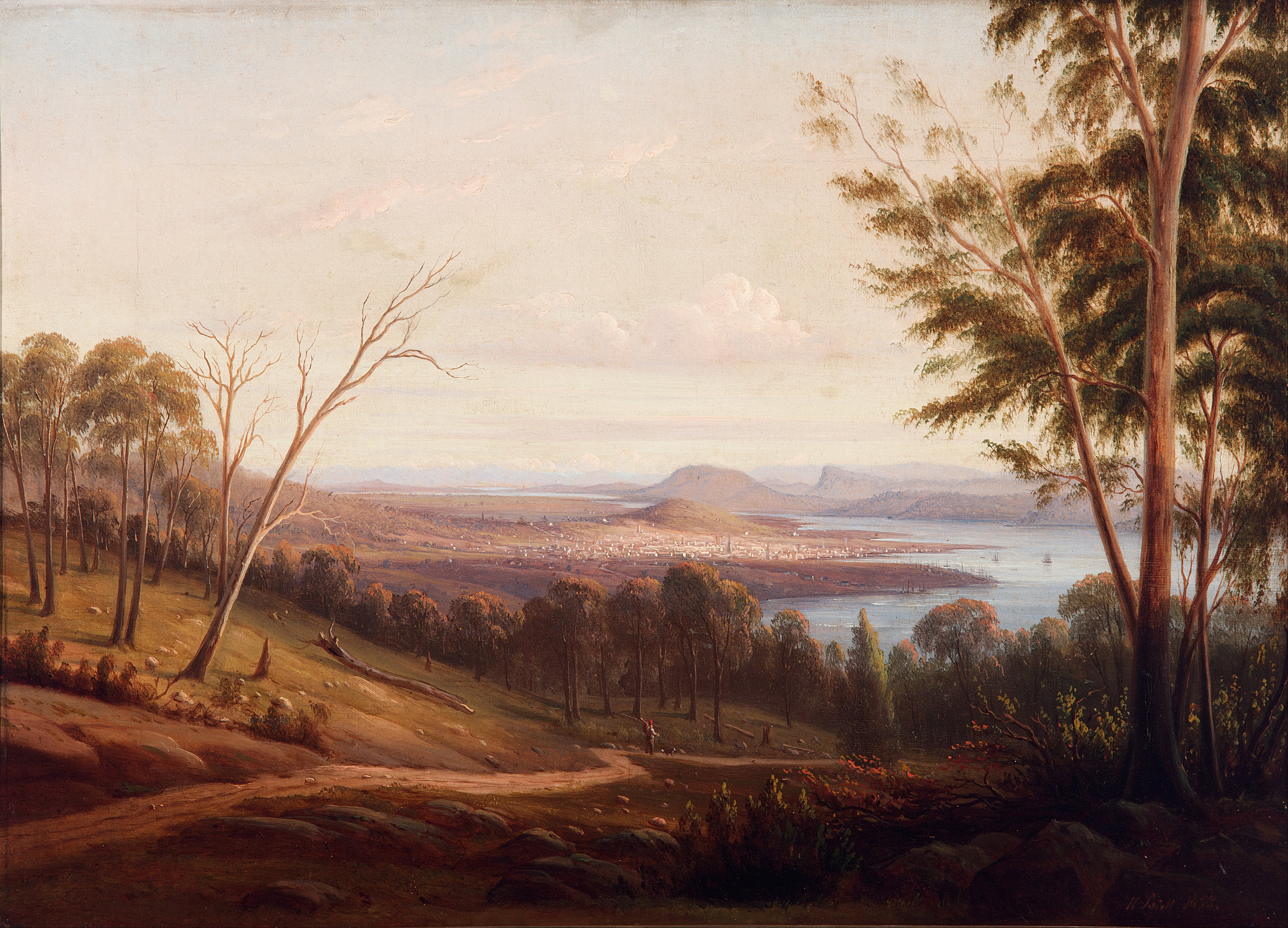
Кнут Булл, «Панорама з містом Хобарт» 1853 р.
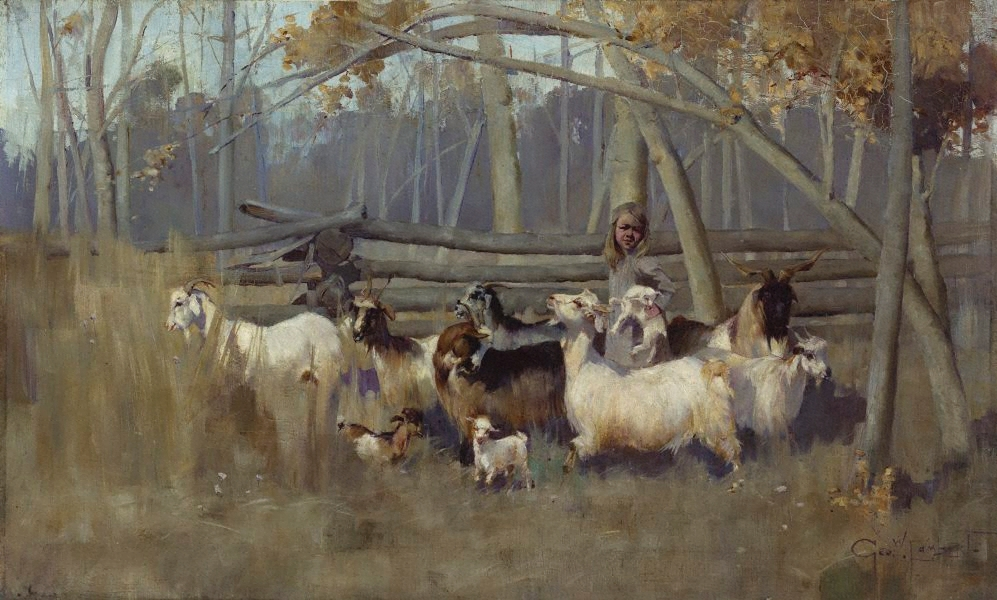
Джордж Вашингтон Ламберт, «Ідилична картинка у кущах», 1896 р.
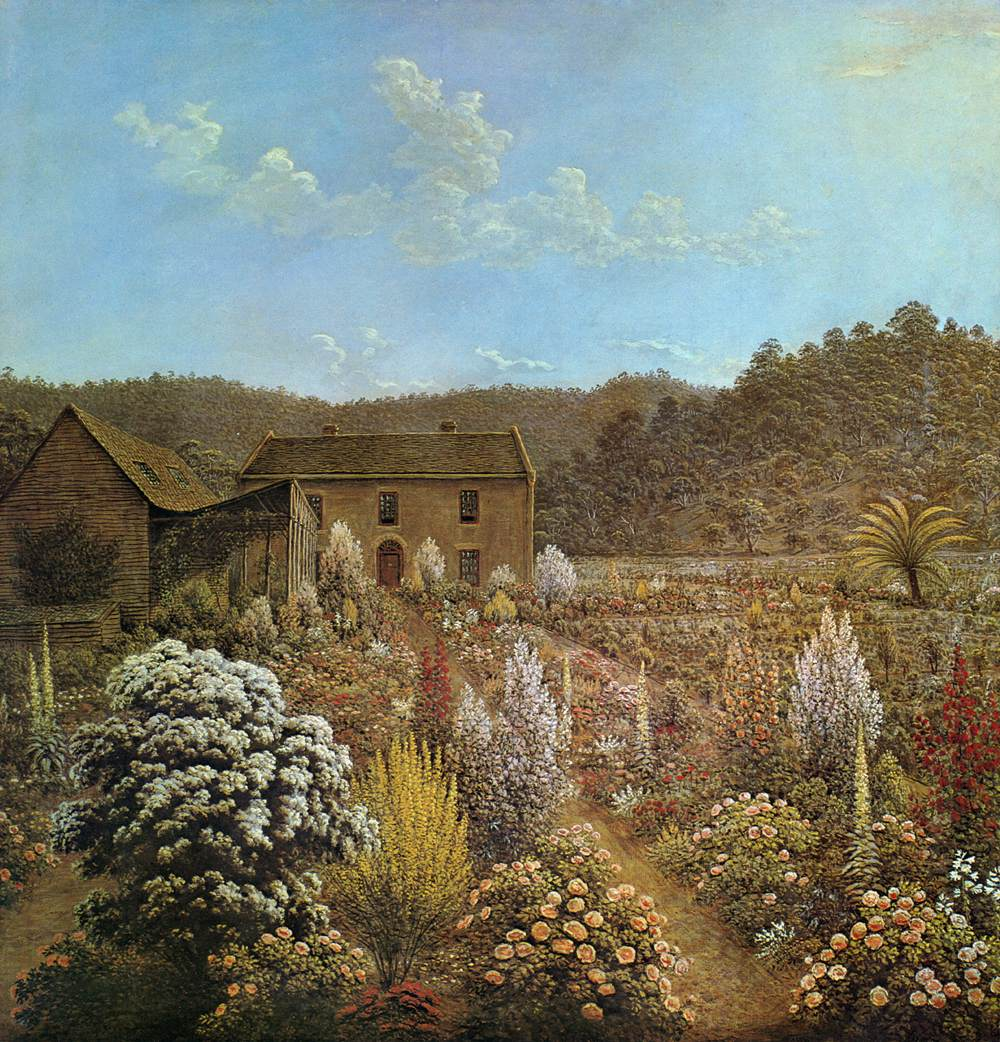
Джон Гловер, «Будинок і сад Джона Гловера», перша половина 19 ст.
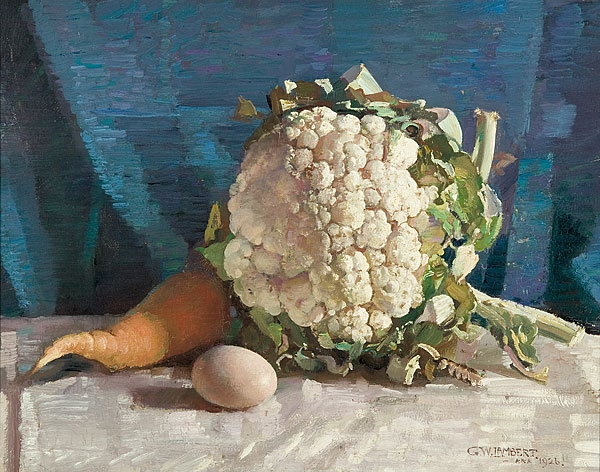
Джордж Вашингтон Ламберт, «Овочі і яйце на столі», 1926 р.
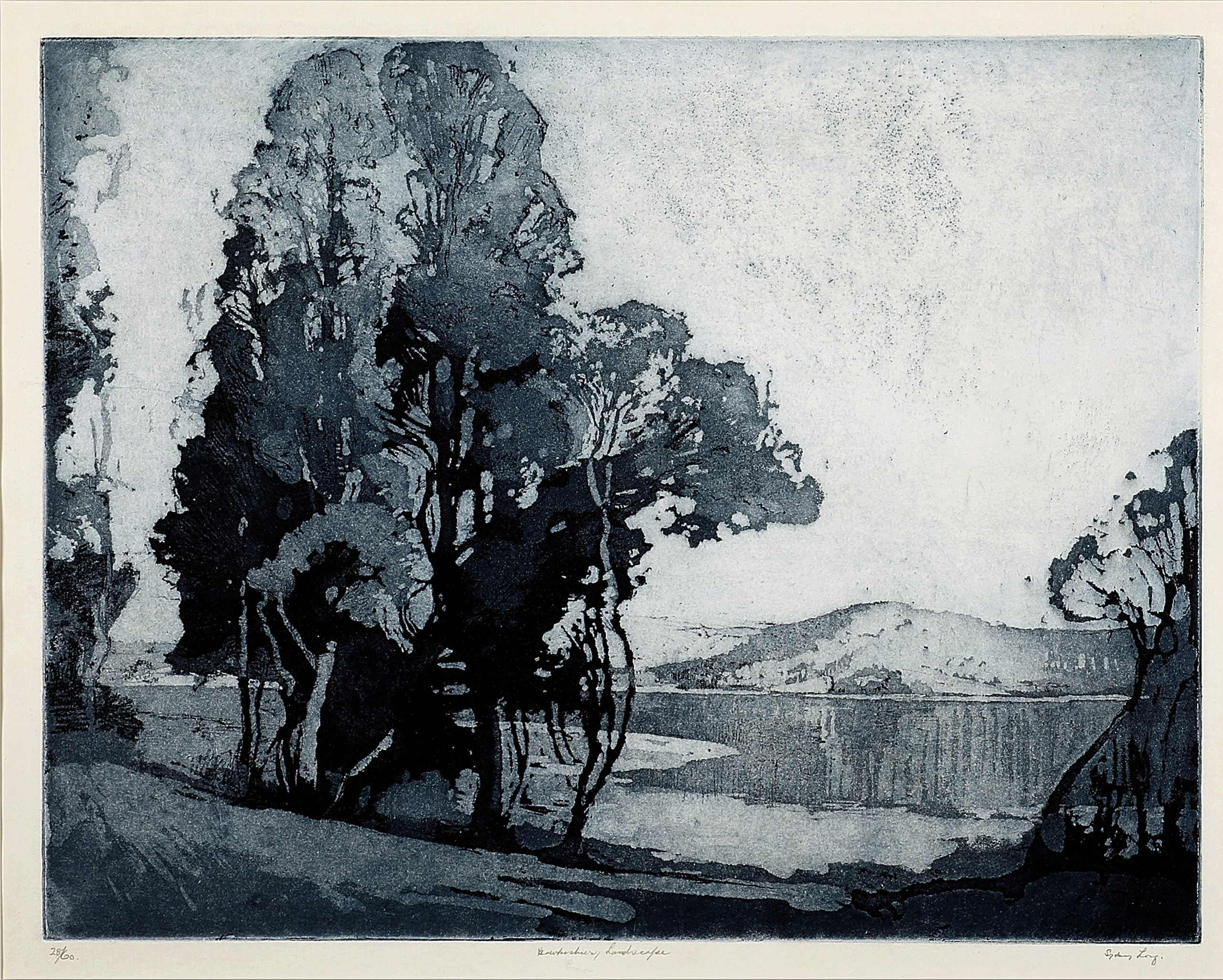
Сидні Лонґ, «Краєвид поблизу Гоксбері», близько 1928 р.

## Представники різних художніх шкіл Європи

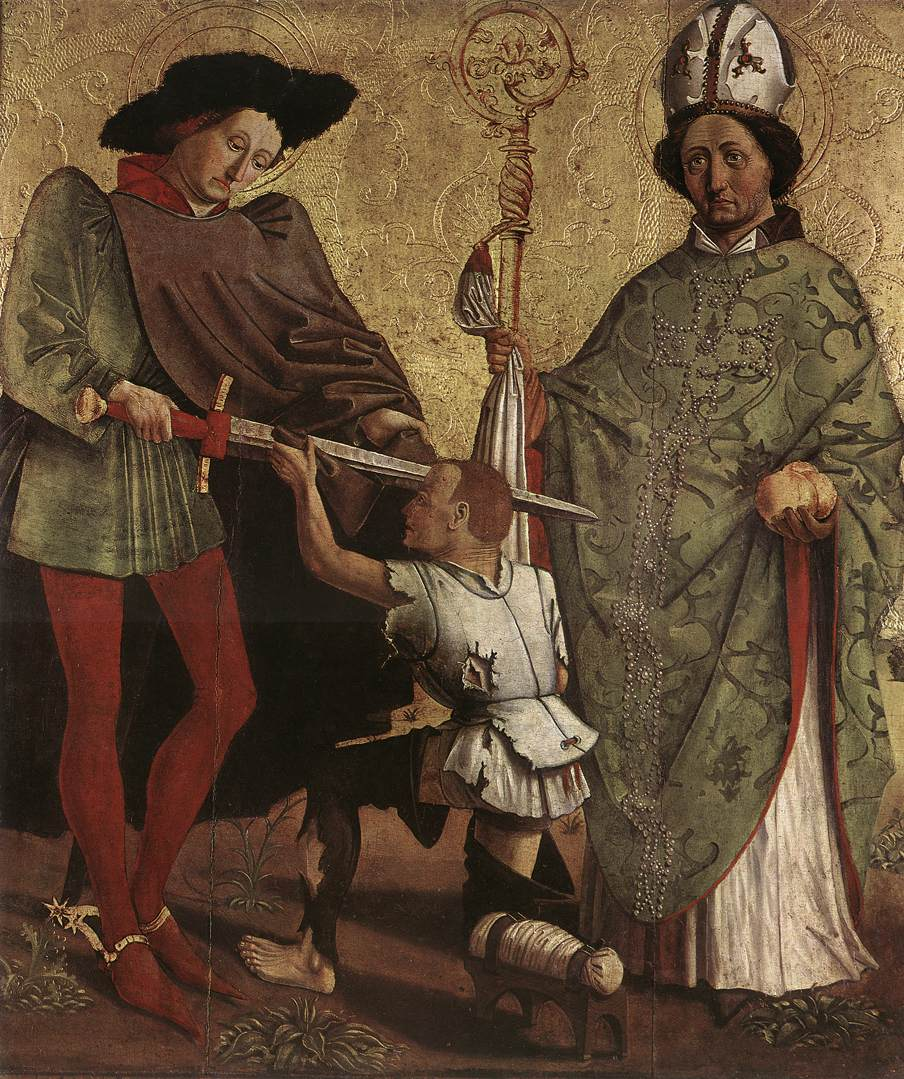
Невідомий німецький майстер. «Св. Мартин Турський та Миколай з Барі», деревина, темпера, середина 15 ст.

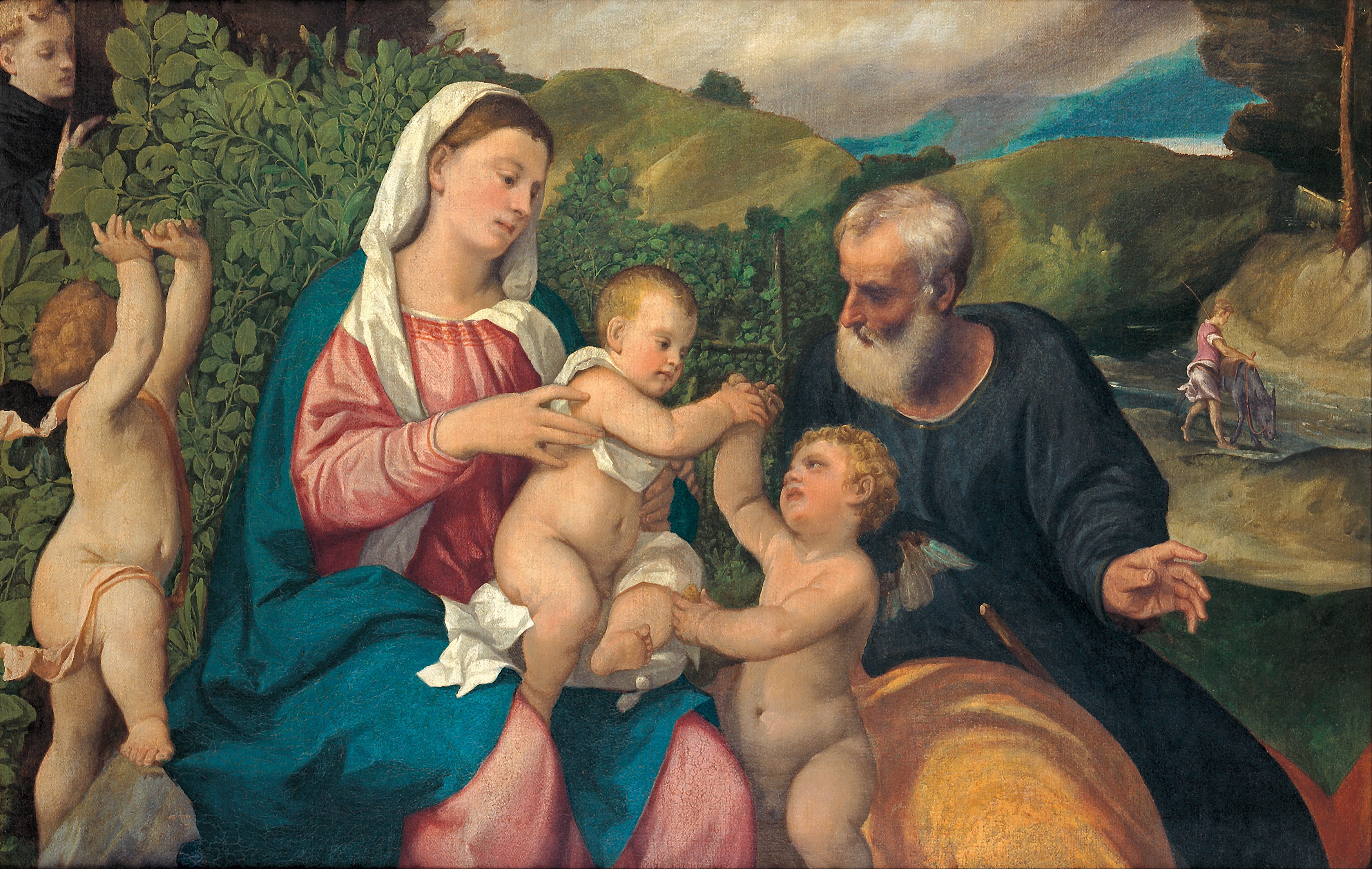
Боніфачо де Пітаті, «Відпочинок на шляху до Єгипту», кінець 1520-х рр.
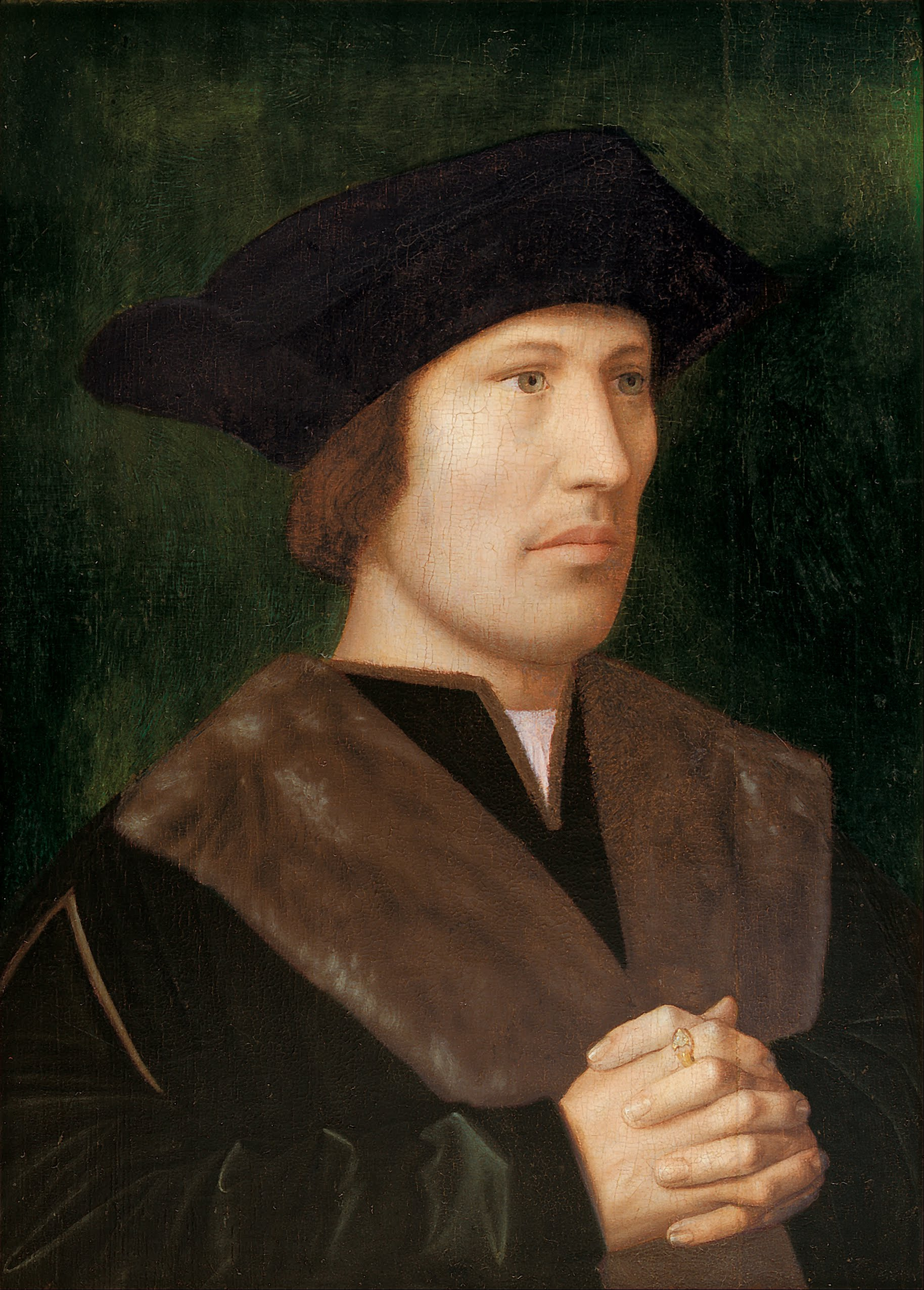
Амброзіус Бенсон, «Невідомий з Нідерландів» або «Донатор», кінець 1520-х рр.
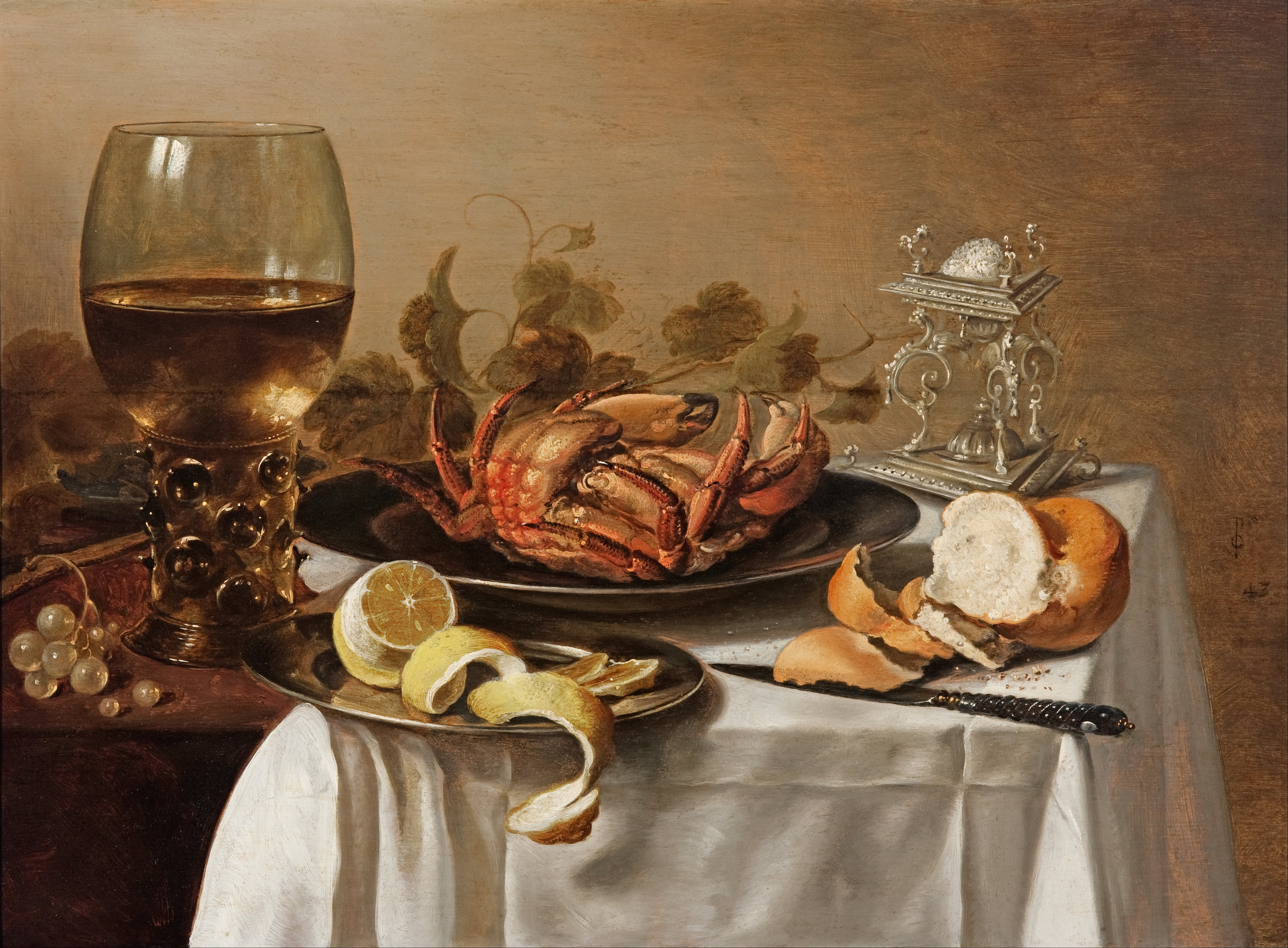
Пітер Клас, «Сніданок», 1643 р.
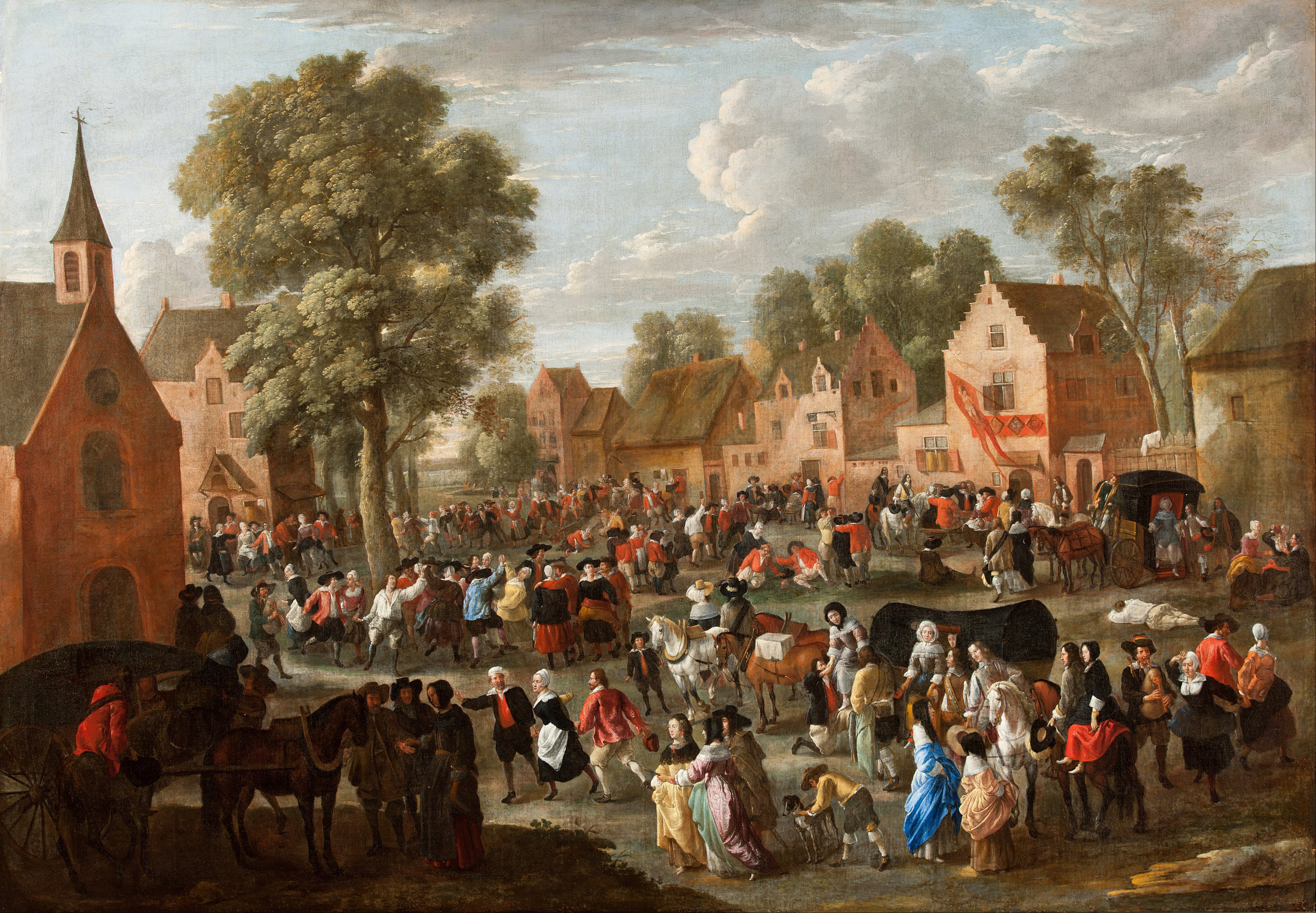
Гілліс ван Тілборх молодший, «Сільське свято», бл. 1660 р.
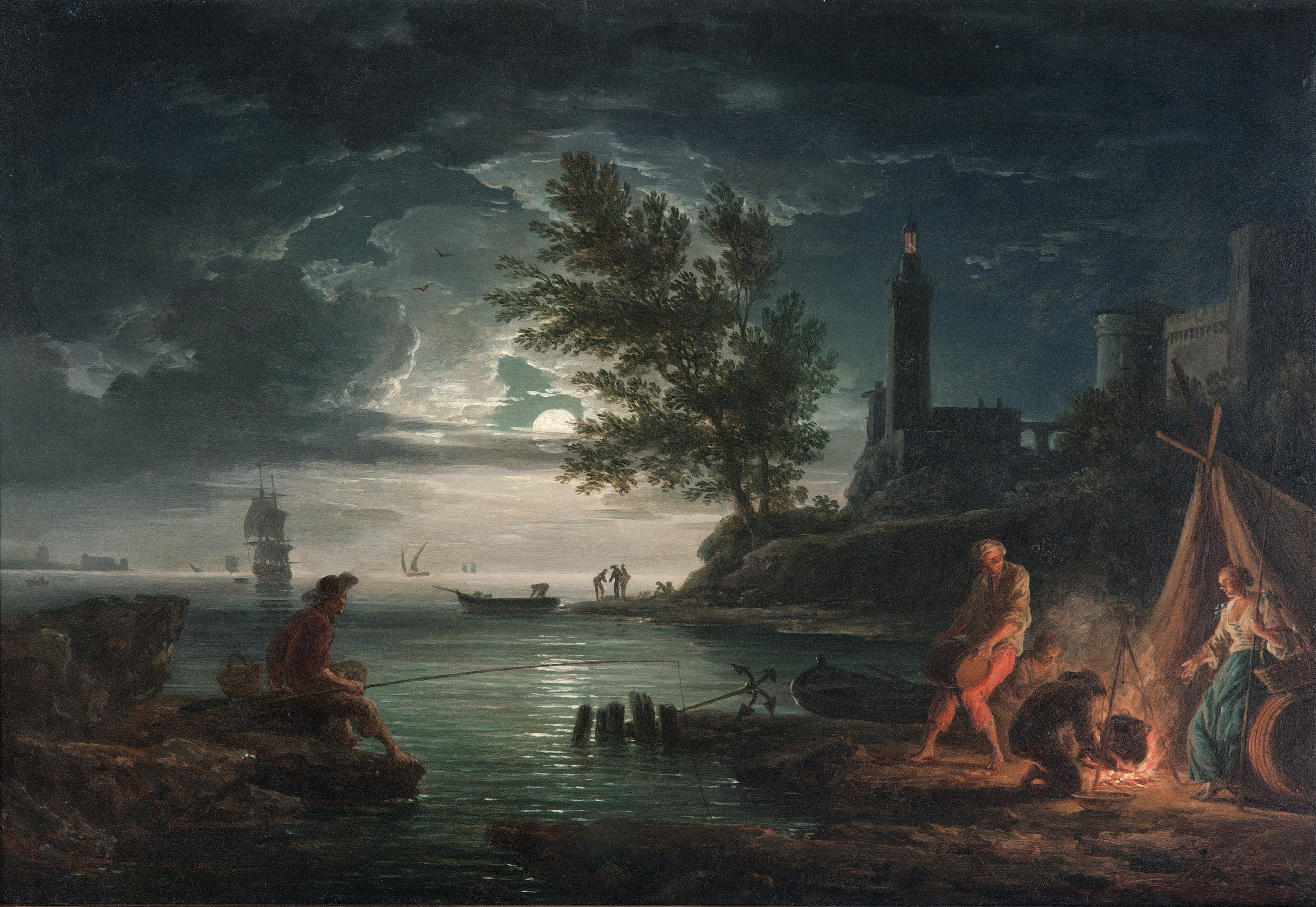
Клод Жозеф Верне, «Ніч», серія «Перебіг доби», 1757 р.
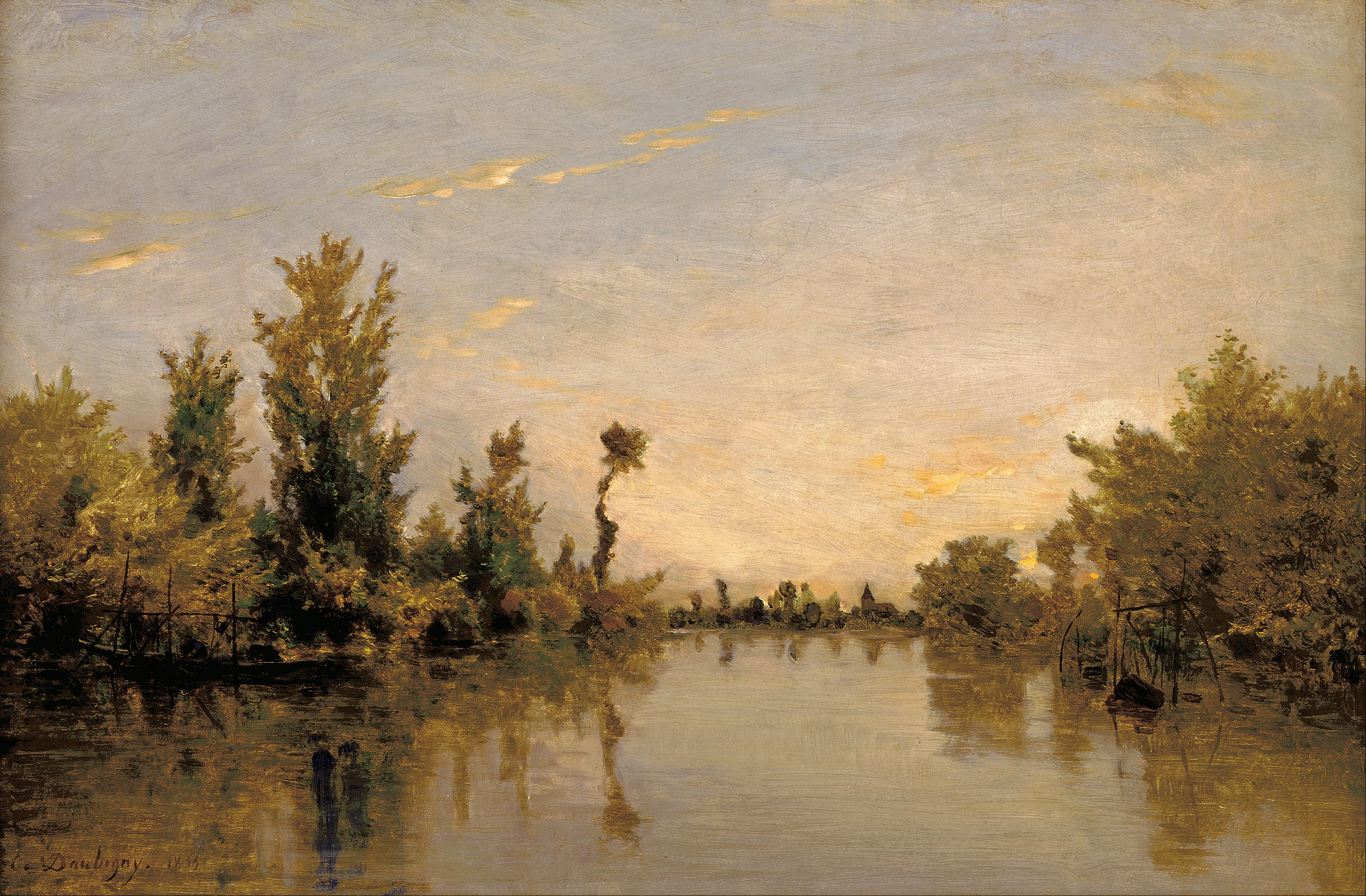
Шарль Франсуа Добіньї, «Тихі береги річки Сени», 1855 р.
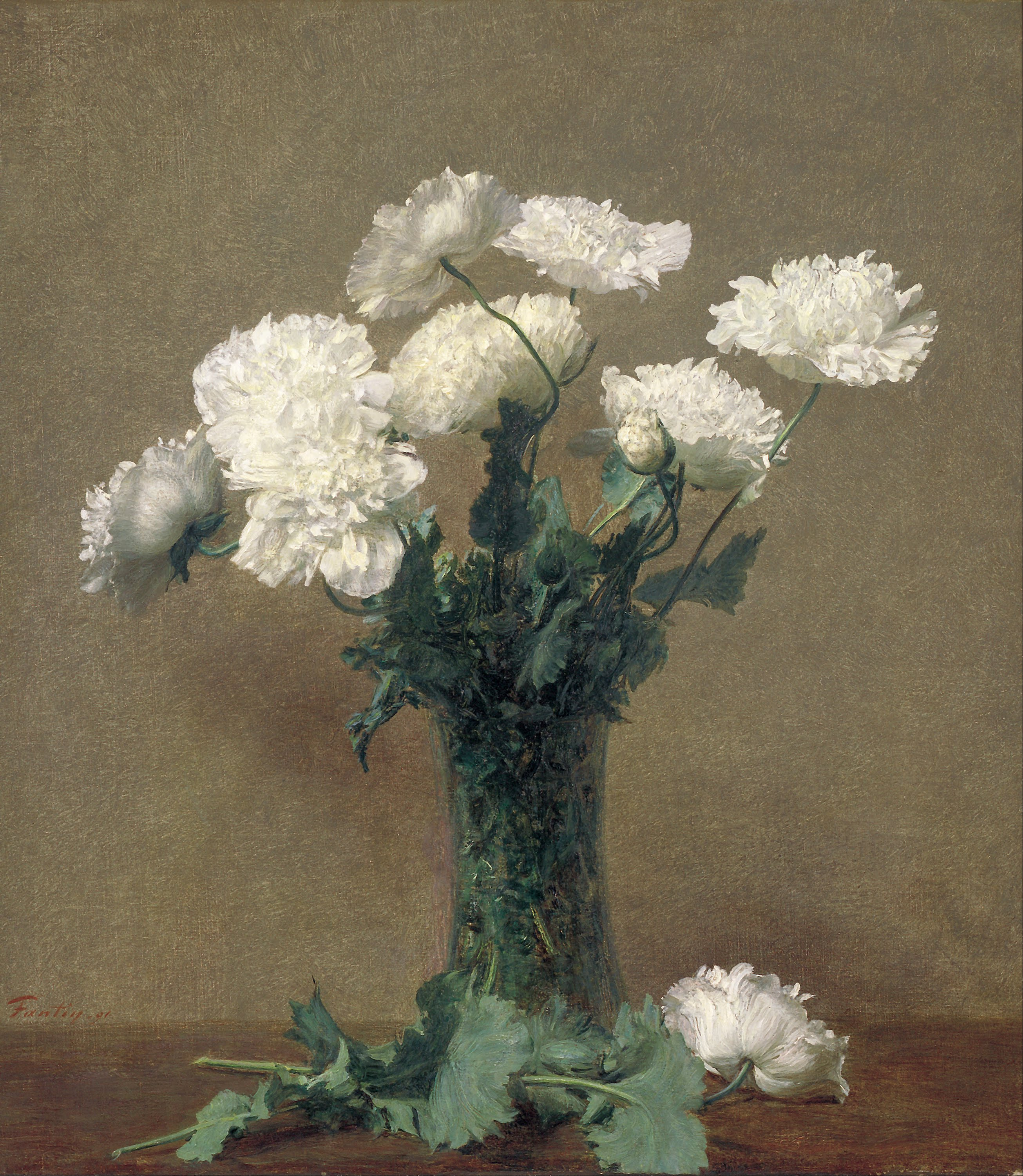
Анрі Фантен-Латур, «Білі маки», 1891 р.
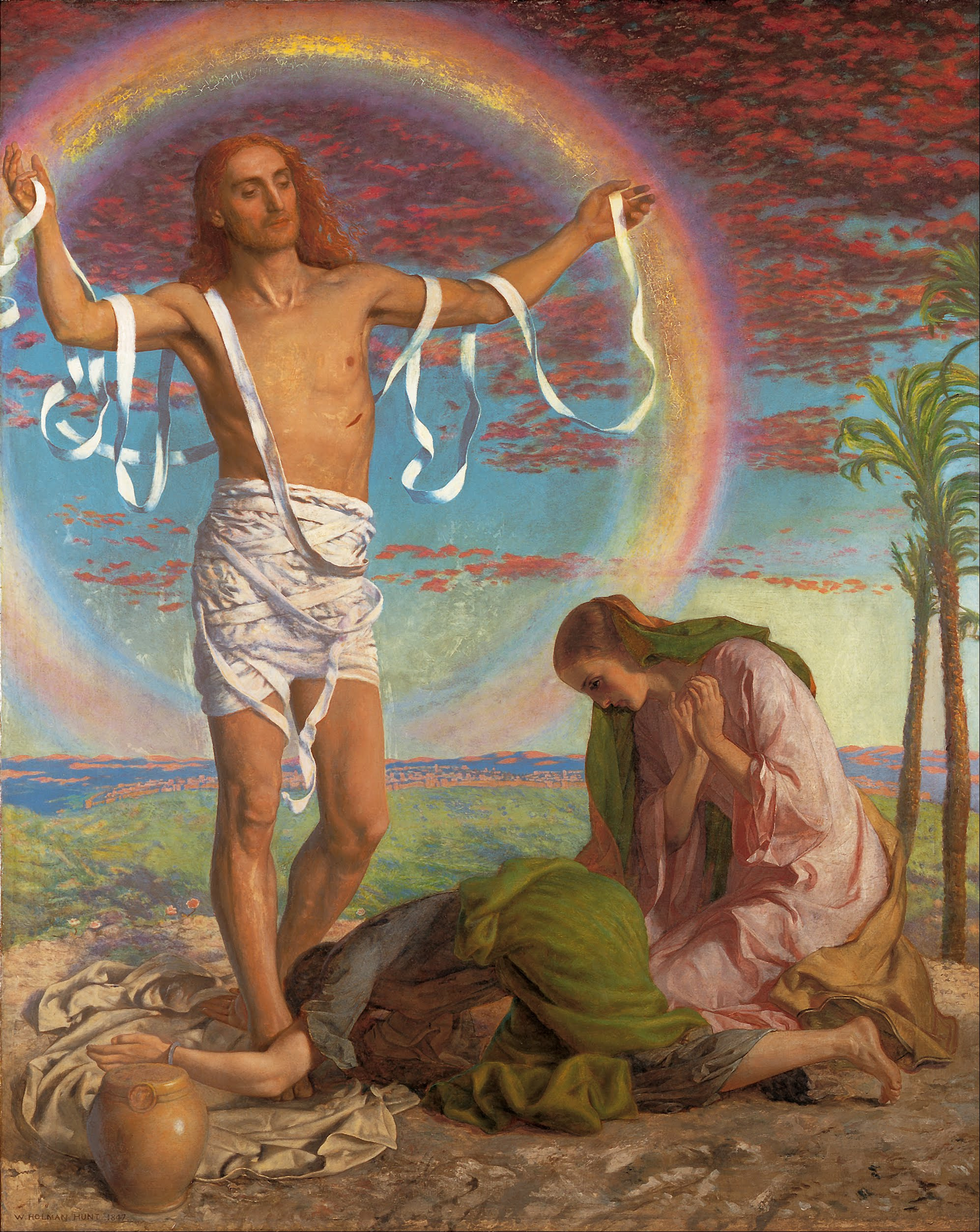
Вільям Холман Хант, «Христос і дві Марії»